# Loewinella virescens
Loewinella virescens là một loài ruồi trong họ Asilidae. Loewinella virescens được Loew miêu tả năm 1871.